# Мария Мангупска
Мария Асенина Палеологина (гръцки: Μαρία Ασανίνα Παλαιολογίνα, починала на 19 декември 1477 г.) по-известна като Мария Мангупска и Мария от Дорос, е втора съпруга на Стефан III, войвода (княз) на княжество Молдова. Бащата на Мария е княз на кримското княжество Теодоро със столица Мангуп. По майчина линия тя е свърана с династията на Палеолозите във Византия и с визнатийския клон на българската царска династия Асеневци. Според Иван Божилов на-вероятно двете фамилни имена Мария Мангупска наследява от майка си, за която Божилов допуска, че е Мария Цамблакина Палеологина Асенина, вероятна потомка на Андроник Асен. Според българския изследовател по бащина линия Мария е принадлежала към семейство Гавра, допускайки че баща ѝ е готският княз Йоан IV. Според други обаче Мария е била дъщеря на неговия наследник Олобей. В тъй наречената Молдаво-германска хриника, завършена по времето на Стефан III, се твърди, че Мария е циркасианка по произход. В една московска хроника пък се споменава, че Мария Мангупска е братовчедка на София Палеологина, великата княгиня на Москва и племенница на последния византийски император Константин XI Палеолог. Племенница е и на Мария Готска, императрица на Трапезунд, съпруга на последния трапезундски император Давид Велики Комнин.
На 14 септември 1472 година Мария се омъжва за молдовския воевода Стефан Велики. От брака с княза през 1473 година ражда двама близнаци – Богдан и Иляш. Живота и на двамата е много кратък. Иляш умира още в същата година в която се е родил, а Богдан – през 1479 г, едва на шест години.
През 1475 г. след пет месечна обсада на Мангуп, княжество Теодоро е завоювано от османските войски. Цялото население е избито или отведено в робство в Константинопол. С екзекуцията на брат ѝ Александър през 1476 г. се слага край на родната династия на Мария Мангупска.
През същата година войските на Кримското ханство, вече васлано на Османската империя, нахлуват в Източна Молдова. След като княз Стефан е разбит в битката при Валеа Алба, населението е принудено да бяга. Според местни предания, княгинята също напуска столицата Сучава и се укрива в пещера, известна като Stânca Doamnei. Малко преди смъртта си Мария изпраща като дарение на манастриа Григориат в Света Гора една икона на Св. Богородица. В наоса на католикона на същия манастир е изписан надпис Моление за преблагочестивата госпожа Мария Асенина Палеолог, владетелка на Молдовлахия.
Мария Мангупска умира на 19 декември 1477 г. само на 27 години. Погребана е в манастира Путна на територията на днешна Румъния. Важно доказателство за произхода на княгинята се явява погребалният покров на Мария, който е запазен и се съхранява в манастира. Върху покрова е избродиран надписът: „Това е погребалният покров на рабинията божия, благочестивата и христолюбива госпожа на Йоан Стефан воевода, господар на земята Молдовска, Мария, която се представи във вечното жилище в годината 6985, месец декември 19, в пет часа на деня“. Изобразените върху покрова монограми на Палеолозите (двуглави орли) и българските Асенвеци са свидетелство за родовите отношения на мангупската династия с тези две знатни фамилии.